# 莱夫卡斯
莱夫卡斯（希臘語：Λευκάδα），又译为莱夫卡扎，是希腊伊奧尼亞群島大區莱夫卡斯专区的一个市镇，包括萊夫卡斯島及卡斯托斯岛和卡拉莫斯島两个小岛。市镇面积为333.6平方公里，2021年人口数量为21,900人。而同名市区（即2010年前的市镇）的面积则为60.628平方公里，2021年人口数量为9,253人。

## 行政
现今的莱夫卡斯市镇成立于2011年的地方政府改革中，由原7个市镇合并而成，原市镇则成为新市镇的市区。莱夫卡斯市区（即原莱夫卡斯市镇）位于同名岛屿的北部。